# 美國檔案管理員
美國檔案管理員（Archivist of the United States）是美国国家档案和记录管理局的负责人和首席管理员，负责监督和指导国家档案和记录管理局的工作。
第一位美國檔案管理員罗伯特·迪格斯·温伯利·康纳于1934年上任，当时美国国会将国家档案和记录管理局定位为美國政府獨立機構。从1949年起，美國檔案管理員一度是联邦总务署的下級官员，直到1985年4月1日，国家档案和记录管理局再次成为美國政府獨立機構。